# ヴィガージオ
ヴィガージオ（伊: Vigasio）は、イタリア共和国ヴェネト州ヴェローナ県にある、人口約10,000人の基礎自治体（コムーネ）。

## 地理

### 位置・広がり

#### 隣接コムーネ
隣接するコムーネは以下の通り。
- ブッタピエトラ
- カステル・ダッツァーノ
- イーゾラ・デッラ・スカーラ
- ノガローレ・ロッカ
- ポヴェリアーノ・ヴェロネーゼ
- トレヴェンツオーロ
- ヴィッラフランカ・ディ・ヴェローナ

### 気候分類・地震分類
気候分類では、zona E, 2476 GGに分類される。
また、イタリアの地震リスク階級 (it) では、zona 3 (sismicità bassa) に分類される。